# Microtheca picea
Microtheca picea är en skalbaggsart som först beskrevs av Guérin-Méneville 1844.  Microtheca picea ingår i släktet Microtheca och familjen bladbaggar. Inga underarter finns listade i Catalogue of Life.